# فرودگاه پپا
فرودگاه پپا (به انگلیسی: Pepa Airport) یک فرودگاه است که یک باند فرود چمن دارد. این فرودگاه در کشور جمهوری دموکراتیک کنگو قرار دارد .